# La Leche League International
La Leche League International (LLLI) és una organització no governamental i sense ànim de lucre que organitza accions de promoció, educació i formació relacionades amb la lactància materna. Va ser fundada als Estats Units l'any 1956 i actualment és present a més de 80 països.
El nom de l'organització està inspirat en Nuestra Señora de la Leche y Buen Parto, la verge d'un santuari de la ciutat de Sant Agustí, Florida, i es deu a què als anys 50, quan va ser fundada l'associació, les paraules breast (pit) o breastfeeding (alletar) no eren ben vistes a la premsa escrita als Estats Units.

## Història
L'organització va ser fundada l'any 1956 per set mares d'Illinois que alletaven els seus fills (Marian Tompson, Mary White, Mary Ann Cahill, Edwina Froehlich, Mary Ann Kerwin, Viola Lennon i Betty Wagner) com a resposta a la necessitat d'informació i consells sobre alletament que van detectar en el seu entorn proper. En aquella època l'estament mèdic no encoratjava a alletar i les dones que ho volien fer no rebien la informació ni el suport adequats: als anys cinquanta les taxes d'alletament als Estats Units van disminuir fins al 20%. L'octubre de 1956 es va celebrar la primera reunió de La Leche League a casa d'una de les fundadores, Mary White, a Franklin Park, Illinois. L'any 1957 el Dr Grantly Dick-Read, un obstetra britànic considerat un dels pioners del moviment del part natural, va ser convidat per La Leche League a fer una conferència a Franklin Park, Illinois, i va ser tot un èxit d'assistència.
El primer grup de La Leche League fora dels Estats Units va ser fundat l'any 1960 a Jonquière, una ciutat del Quebec (Canadà). L'any 1964 La Leche League va canviar de nom i es va passar a dir La Leche League International, Inc. (LLLI) amb grups al Canadà, Mèxic i Nova Zelanda. Aquell mateix any va tenir lloc la primera conferència internacional a Chicago amb l'assistència de 425 adults i 100 nadons.
L'any 1981 l'organització internacional va iniciar una relació consultiva formal amb l'UNICEF (United Nations International Children's Emergency Fund). Quatre anys més tard, el 1985, LLLI va finançar la posada en marxa de l'organisme International Board of Lactation Consultant Examiners (IBLCE), que es va fundar per tal de desenvolupar i administrar un programa de certificació voluntària per a consultores de lactància, una nova professió que havia sorgit entre els anys 70 i 80 en resposta a la necessitat i la demanda de les mares per a rebre una atenció especialitzada en lactància materna. El primer examen IBLCE es va realitzar el juliol de 1985.

## Filosofia i missió
La missió de La Leche League International és "ajudar les mares a tot el món a alletar a través del suport mare a mare, l'estímul, la informació i l'educació i promoure una millor comprensió de la lactància materna com un element important en el desenvolupament saludable del nadó i la mare".
La filosofia de La Leche League International es basa en els punts següents:
- La lactància materna és la forma més natural i efectiva d'entendre i satisfer les necessitats del nadó.
- La mare i el nadó necessiten estar junts de forma immediata i sovint per tal d'establir una relació satisfactòria i una producció adequada de llet.
- En els primers anys el nadó té una intensa necessitat d'estar amb la seva mare que és tan bàsica com la necessitat de ser alimentat.
- La llet materna és l'aliment natural per als nadons, que satisfà de forma única les seves necessitats canviants.
- Per a un nadó sa i nascut a terme, la llet materna és l'únic aliment necessari fins que el nadó mostra senyals que necessita aliments sòlids, la qual cosa succeeix a mitjans del primer any de vida.
- L'ideal és que la relació de la lactància materna continuï fins que el nadó superi la necessitat d'aquesta relació.
- L'alerta i la participació activa de la mare en el part és una ajuda per tal d'aconseguir un bon inici de la lactància materna.
- L'amor, l'ajuda i la companyia del pare és molt important per a la lactància i enforteix la unió de la parella. La relació especial d'un pare amb el seu fill és un element important en el desenvolupament del nen des de la primera infància.
- Una bona nutrició significa tenir una dieta equilibrada i variada d'aliments el més proper possible al seu estat natural.
- Des de la infància els nens necessiten una orientació amorosa que reflecteix l'acceptació de les seves capacitats i la sensibilitat als seus sentiments.